# Melgar de Yuso
Melgar de Yuso – gmina w Hiszpanii, w prowincji Palencia, w Kastylii i León, o powierzchni 26,58 km². W 2011 roku gmina liczyła 287 mieszkańców.